# Marf
Marf, pseudonimo di Mario Bonavita (Forlì, 12 gennaio 1894 – Forlì, 3 agosto 1946), è stato un paroliere e compositore italiano, ricordato come l'autore di brani interpretati da celebri artisti musicali. Lo pseudonimo deriva da "MARio da Forlì" (MAR + F).

## Biografia
Il padre di Mario Bonavita, Leonida, era titolare della Società Anonima Bonavita che fu una storica azienda italiana per la produzione di borre di feltro, nonché la più importante tra le due guerre, tanto che nel 1928 Ettore Casadei scriveva: "Questa fabbrica, unica nel suo genere in Italia, può ritenersi la più importante e grandiosa d'Europa, poiché è la sola in grado di produrre tutti indistintamente i tipi di feltro battuto".
Studente di farmacia, dopo essersi laureato nel 1921 in chimica farmaceutica, Mario andò a dirigere nel 1926 una farmacia a Milano, in via del Broletto; ma la passione per la musica lo spinse a dedicarsi sempre più alla composizione che fino ad allora era stata solo un passatempo. Si ricorda, ad esempio, la giovanile Donne moi de l'amour!, pubblicata nel 1914 col nome di Mario Bonavita.
Nella città meneghina incontrò molto presto i più importanti autori e compositori del panorama musicale italiano ed instaurò, a partire dal 1928 circa, un particolare sodalizio prima con l'eclettico artista Paolo Bernard e poi, soprattutto, con il compositore Vittorio Mascheroni. Si dedicò con passione alla composizione in particolare di testi, ma anche di melodie, senza disdegnare l'attività di cantante. Infatti possedeva una bella voce, calda e ironica, che gli permise di incidere come interprete alcune canzoni e persino un disco a Parigi, dove spesso soggiornava. Mario suonava discretamente il pianoforte, a orecchio dato che conosceva solo approssimativamente la musica scritta sul pentagramma.
Collaborò con autori e compositori di successo come Vittorio Mascheroni, Paolo Bernard, Bixio Cherubini, Angelo Ramiro Borella, Gorni Kramer, C. Bruno, Ennio Neri, Peppino Mendes, Eldo Di Lazzaro e tanti altri.

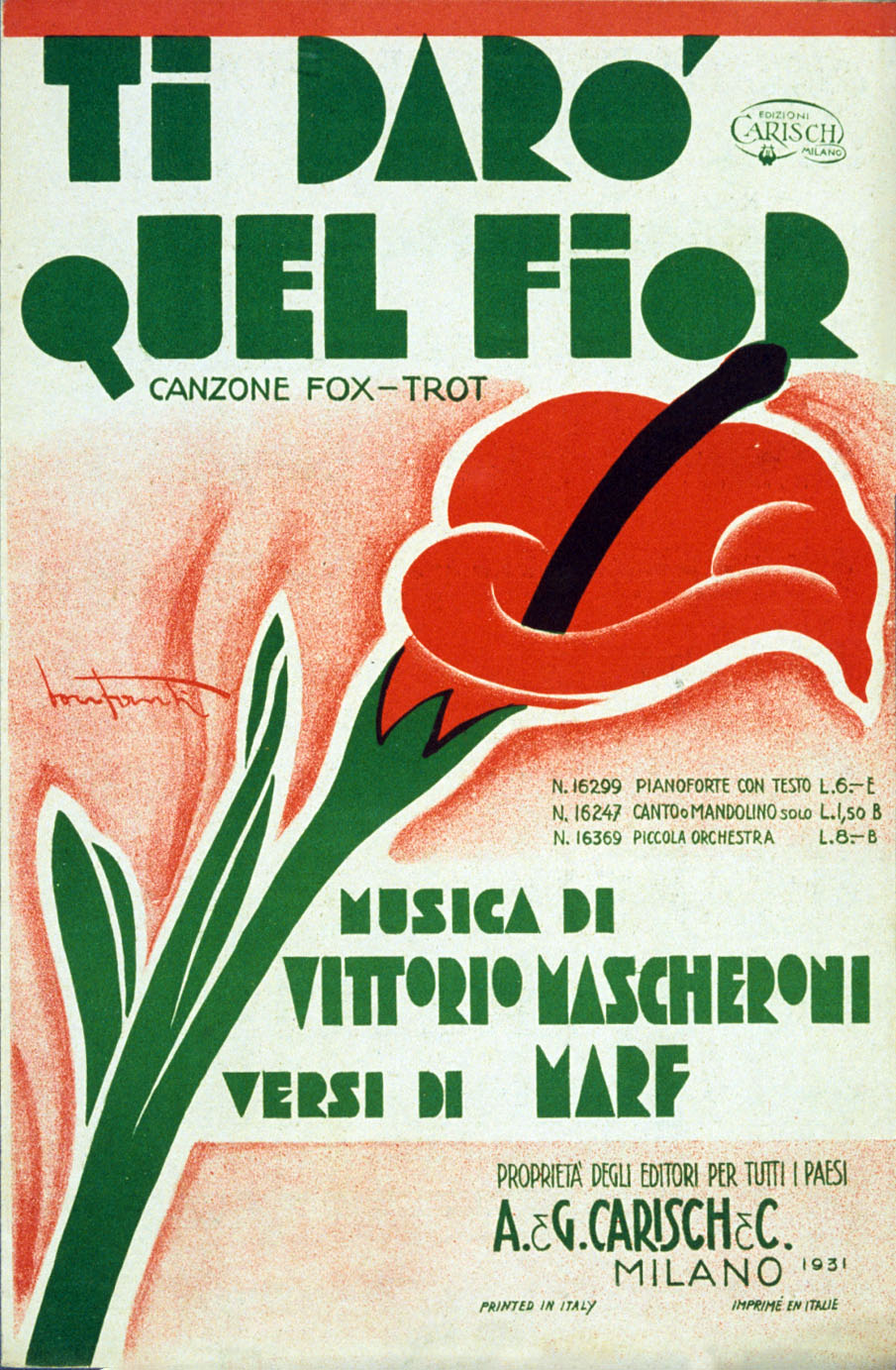
Lo spartito di Ti darò quel fior

Le sue canzoni vennero interpretate da artisti come il Trio Lescano, Carlo Buti, Lydia Johnson, Daniele Serra, Renzo Mori, Giacomo Osella, Miscel, Vittorio De Sica, Milly, Fernando Orlandis, Franco Lary, Mistinguett, Lys Gauty, Tino Rossi, ecc. con la direzione d'orchestra di Cinico Angelini, Pippo Barzizza, Dino Olivieri, Stefano Ferruzzi, Eugenio Mignone, Nino Piccinelli. Durante la sua carriera compose circa 150 canzoni oltre ad alcune decine di inediti.
Nei pressi di Forlì, in località Vecchiazzano, esiste una villa circondata da un vasto parco di larici che nel 1894 fu acquistata dai Bonavita, Villa Tesoro: questa fu la residenza preferita di Marf, dove si trasferì definitivamente nel 1936, dopo aver lasciato la direzione della farmacia di Milano, e dove, nel silenzio campestre, continuò a comporre le sue canzoni, ospitando frequentemente artisti di ogni genere.
Marf seppe fondere con grande perizia l'attività di musicista con quella di raffinato pittore dai delicati colori e atmosfere poetiche, a quella di ricercatore scientifico, che poi applicò sia alla fauna che alla flora. Fu infatti un appassionato allevatore di pregiati animali da cortile, con relativi esperimenti genetici mediante incroci, ed uno stimato floricoltore che riproduceva ibridi di giaggioli (iris). Proprio per i suoi meriti nel campo della sperimentazione degli incroci degli animali da cortile, Alessandro Ghigi lo volle chiamare all'università di Bologna prima in qualità di assistente in zoologia, poi per la stazione sperimentale di pollicoltura di Rovigo.
La passione per i fiori e gli animali fu incrementata sin dal 1930, quando iniziò ad aggiornarsi sui cataloghi specialistici, provenienti dagli Stati Uniti (Oregon, Illinois), dall'Olanda e da Londra.
Marf fu uomo sensibile, eclettico ed eccentrico, una persona inquieta e anche tormentata, ma dimostrò per tutta la sua vita di possedere un senso dell'organizzazione che gli permise di realizzare sempre i suoi obiettivi, nei diversi settori d'attività pur così vari e complessi, lavorando sempre con passione e con metodo; tutto, come sempre e secondo il suo stile, non direttamente finalizzato al lucro. Fu in ogni campo uno studioso attento, un ricercatore appassionato e competente, un amante delle cose fini, capace però di vivere nella semplicità più disarmante.
Mario non si sposò e non ebbe figli, ma visse dell'affetto dei quattro nipoti, figli della sorella Jole.
Morì improvvisamente, il 3 agosto 1946, a Villa Tesoro per ipertensione aortica, emorragia cerebrale.
A circa mezzo secolo dalla sua scomparsa, risultava che venissero ancora "eseguite in tutto il mondo una trentina di sue canzoni"

## Composizioni più note

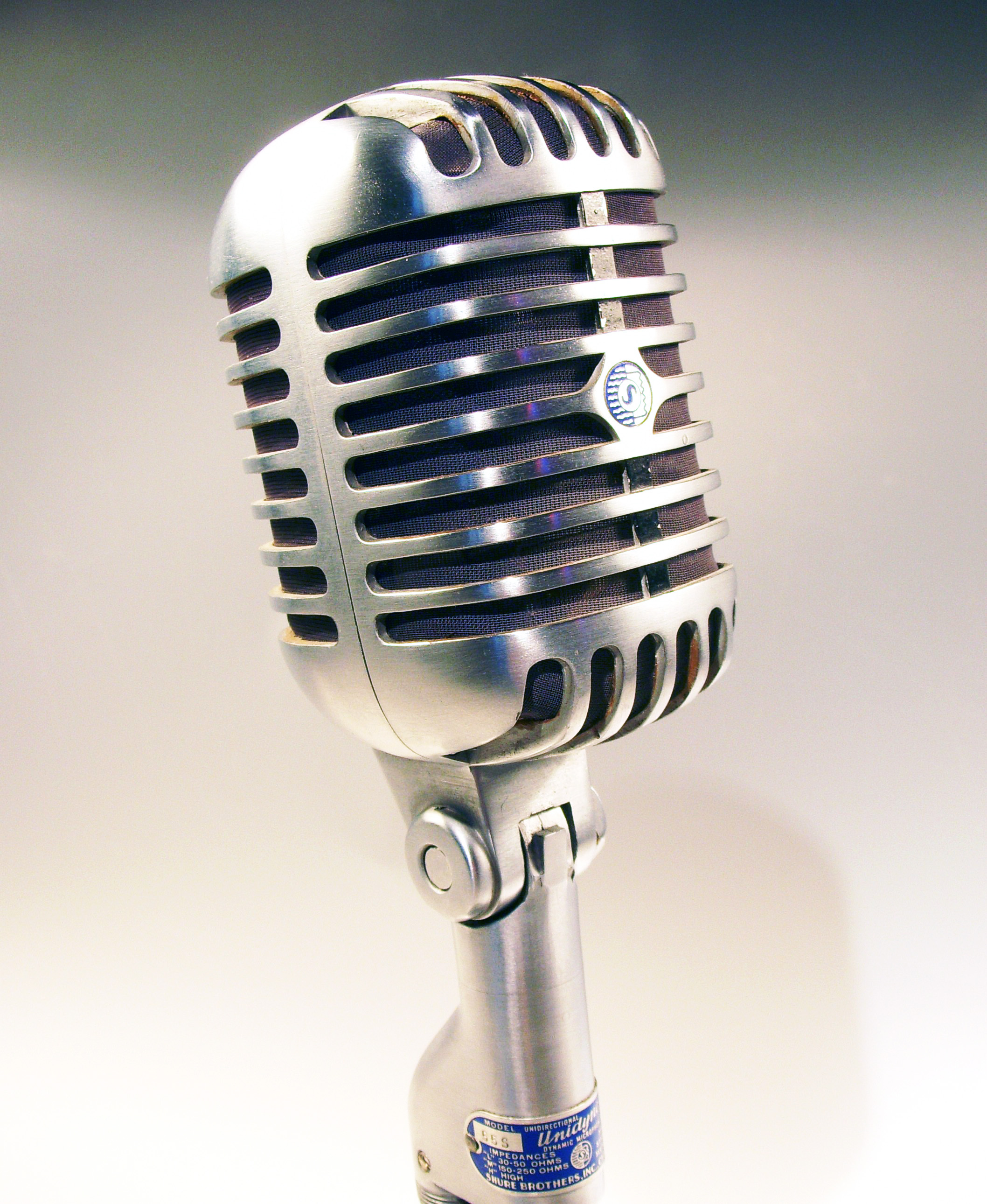
Bombolo, eseguita da Mario Latilla (durata: 2'34")

Le composizioni più note a suo nome sono:
- Bombolo[3][4], che divenne il soprannome fin da piccolo del romano Franco Lechner, che poi ne fece il proprio nome d'arte: Bombolo. Ad esempio della sua fama, il disco di Bombolo viene ascoltato anche all'interno di una puntata dello sceneggiato televisivo Il commissario De Vincenzi, intitolata L'albergo delle tre rose, trasmessa in prima visione nel 1974.
- Amami di più
- Sotto l'ombrellino con me
- Non è per gelosia
- Chiudi gli occhi, Rosita
- Nostalgico slow, dedicata a Sandra Ravel
- Aranci
- Dicevo al cuore
- Passeggiando per Milano
- Signorine non guardate i marinai
- Berrettino
- Pensée
- Mi chiamo Viscardo, incisa da Nunzio Filogamo ma interpretata anche da Renato Rascel
- Dillo tu serenata
- Una notte a Madera
- Ti darò quel fior
- Vado in Cina e torno
- Se avessi un mandolino
- Io conosco un bar
- Tutto quel che fa papà
- Non me ne importa niente
- Passano i battaglioni (versi di Bixio Cherubini),
- Dove sei Lulù, cantata da Macario al pianoforte nel film Imputato, alzatevi!.